# Col·lapse de la funció d'ona
El col·lapse de la funció d'ona és un procés físic relacionat amb el problema de la mesura de la mecànica quàntica, consistent en la variació abrupta de l'estat d'un sistema després d'haver obtingut una mesura. La naturalesa d'aquest procés és intensament discutida en diferents interpretacions de la mecànica quàntica.
L'aspecte no local de la naturalesa suggerit pel teorema de Bell s'ajusta a la teoria quàntica per mitjà del col·lapse de la funció d'ona, que és un canvi sobtat i global de la funció d'ona com a sistema. Es produeix quan alguna part del sistema és observada. És a dir, quan es fa una observació/mesurament del sistema en una regió, la funció d'ona varia instantàniament, i no sols en eixa regió de la mesura sinó en qualsevol altra per molt distant que estiga.
En la interpretació de Copenhaguen, aquest comportament es considera natural en una funció que descriu probabilitats, ja que les probabilitats depenen del que es coneix com el sistema. Si el coneixement que es té del sistema canvia a conseqüència del resultat d'una observació, en eix cas la funció de probabilitat (l'amplitud de la funció ondulatòria elevada al quadrat) haurà de canviar. Per aquesta raó, un canvi de la funció de probabilitat en una regió distant és normal fins i tot en la física clàssica. Reflecteix el fet que les parts del sistema estan correlacionades entre si i, per tant, un increment de la informació ací està acompanyat per un increment de la funció del sistema en qualsevol altra part. No obstant això, en la teoria quàntica, aquest col·lapse de la funció d'ona és tal que allò que ocorre en un lloc distant, en molts casos ha de dependre del que l'observador va triar observar. El que un veu allí depèn del que jo faig ací. Aquest és un efecte completament no local, no clàssic.